# Myzomorphus amabilis
Myzomorphus amabilis là một loài bọ cánh cứng trong họ Cerambycidae.